# Castelfranco Emilia
Castelfranco Emilia (Castèl nel dialetto bolognese rustico occidentale locale, Castelfrànc in dialetto bolognese e in dialetto modenese) è un comune italiano di 33 520 abitanti della provincia di Modena in Emilia-Romagna. Fa parte dell'Unione del Sorbara.
Fino al 1929 la città apparteneva alla provincia di Bologna. Tale legame culturale è ancora presente, sia per il dialetto parlato, facente parte dei dialetti bolognesi rustici occidentali, che per l'appartenenza alla diocesi bolognese.
La superficie del comune risulta essere molto vasta rispetto alla media dei comuni circostanti: ciò è dato dalla decisione, assunta nel 1861, di accorpare a Castelfranco Emilia il territorio di Piumazzo, fino a quel momento comune a sé stante della provincia di Bologna.

## Geografia fisica
Castelfranco Emilia sorge nella pianura padana, tra Bologna e Modena. Il territorio comunale risulta essere molto ricco di acqua, in particolar modo è diffuso il fenomeno delle risorgive. Il centro storico è sorto lungo la direttrice principale che taglia a metà il paese: la via Emilia. Dagli inizi degli anni novanta, il paese ha conosciuto una rapida crescita demografica che ha portato un'espansione dell'agglomerato urbano in direzione sud, in quanto la zona nord è limitata dal passaggio dell'asse ferroviario. Il vasto territorio comunale è caratterizzato da una campagna intensamente coltivata, pari a 91,3 km², corrispondente all'89,1% di tutta la superficie del comune. Sono presenti aree boschive di modeste dimensioni: Bosco Albergati e Villa Sorra.
Tra le specie che ospitano le acque dolci di Castelfranco c'è l'alborella (Alburnus arborella).
- Classificazione sismica: zona 3 (sismicità bassa)

## Storia
|  |

In età romana la zona era conosciuta per i terreni paludosi. Vi sorgeva un centro nelle vicinanze della via Aemilia, nel circondario della più centrale Mutina, denominato Forum Gallorum. Durante la guerra di Modena del 44-43 a.C. la conformazione del territorio ne rese preferibile l'utilizzo come teatro di guerra, avendovi luogo una battaglia tra Antonio e i consoli Irzio e Pansa. Danno notizia del centro di Forum Gallorum Cicerone nelle Lettere ai familiari e Appiano nei Bella Civilia.
In riferimento all'anno di fondazione del Borgo Franco (nome originario di Castelfranco) esistono pareri non concordi: secondo lo storico Leandro Alberti è il 1224, mentre secondo lo storico Alessandro Bacchi è il 1226. Le mura costruite a difesa del paese occupavano l'area delle odierne vie circondarie: alcuni resti, venuti alla luce durante la costruzione di piazza Aldo Moro, sono ancora oggi visibili. Ai nuovi abitanti del paese, Bologna concesse particolari condizioni fiscali in quanto il Borgo Franco si configurava, in senso geografico e politico, come ultimo centro bolognese in prossimità del confine con la nemica Modena e quindi fungeva da avamposto di difesa.
Dal 1322 al 1325 Castelfranco Emilia viene comunque occupata dai modenesi appoggiati dai Visconti, i quali vi rimasero con alterne vicende fino al 1361. Nel 1434 Castelfranco viene espugnata da una compagnia guidata da Brandolino Conte Brandolini, patrizio forlivese, e dal Gattamelata; nel 1443, invece, subisce l'assedio da parte di Niccolò Piccinino e Luigi dal Verme, a cui riesce a resistere. Il 27 ottobre 1542 il senato di Bologna riconosce formalmente il comune di Castelfranco Emilia che potrà così adottare lo stemma attuale con la rocca.
Nel 1506 passa insieme a Bologna sotto lo Stato Pontificio: risulta quindi essere l'unico paese dell'attuale Provincia di Modena che non abbia fatto parte dell'ex Ducato di Modena e Reggio; questo controllo durerà ininterrottamente fino al 1796 con l'arrivo delle truppe di Napoleone per finire definitivamente nel 1859 con l'annessione al regno d'Italia. Nel 1929 il comune venne distaccato dalla provincia di Bologna e aggregato a quella di Modena. Il paese viene liberato dalle forze di occupazione nazifasciste il 22 aprile 1945 e nei mesi successivi, la zona fu insanguinata dalle uccisioni, per opera di bande organizzate di partigiani comunisti, di ex appartenenti al disciolto Partito Fascista, di civili e di sacerdoti cattolici.
In relazione a questa situazione è stato coniato il termine triangolo della morte con vertici il capoluogo di Castelfranco Emilia e le sue frazioni di Manzolino e Piumazzo. I responsabili delle esecuzioni, che non rientrarono tra i beneficiari dei casi previsti dall'amnistia di Togliatti, riuscirono a fuggire oltre la Cortina di Ferro. Nella frazione Manzolino erano residenti i quattro Fratelli Moscardini caduti durante la Guerra di liberazione. Piumazzo è invece l'attuale residenza dello storico Valerio Massimo Manfredi. Fra Modena e Castelfranco Emilia si trova la frazione Gaggio di Piano. Nel 1997 viene stretto il gemellaggio con il comune bavarese di Marktredwitz.
Nel novembre del 2005 viene conferita la Medaglia d'argento al Valore Civile nel sessantunesimo anniversario dell'uccisione di 11 castelfranchesi da parte di soldati tedeschi durante il secondo Conflitto Mondiale. Nel 2006 è stato conferito al comune il titolo di "Città di Castelfranco Emilia" dal Presidente della Repubblica, Giorgio Napolitano.

### Simboli
Lo stemma è stato riconosciuto con decreto del capo del governo del 3 ottobre 1932.
Il castello è un'arma parlante con riferimento al toponimo; l'appartenenza storica al contado bolognese di questa antica podesteria, ora in provincia di Modena, è ricordata dai gigli nella parte superiore, che derivano da un precedente capo d'Angiò, sebbene alterato nella forma e nei colori.
Il gonfalone, concesso con D.P.R. del 9 luglio 1953, è un drappo partito di bianco e di giallo.

### Onorificenze
Castelfranco Emilia è una delle città decorata con la medaglia d'argento al merito civile in seguito ai particolari atti di abnegazione della comunità durante la resistenza ai nazi-fascisti durante la fine della seconda guerra mondiale.

## Monumenti e luoghi d'interesse

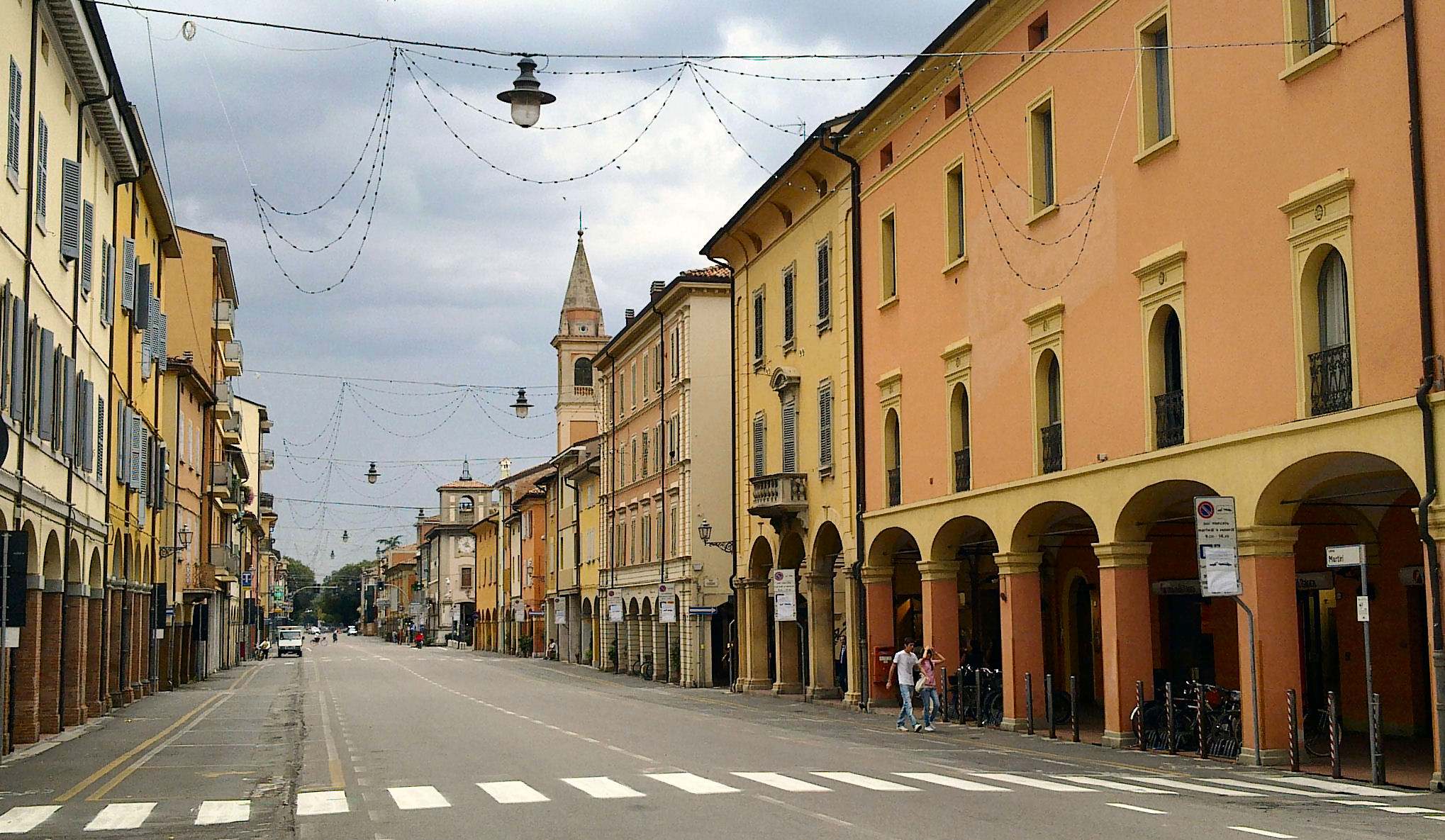
Corso Martiri (via Emilia)

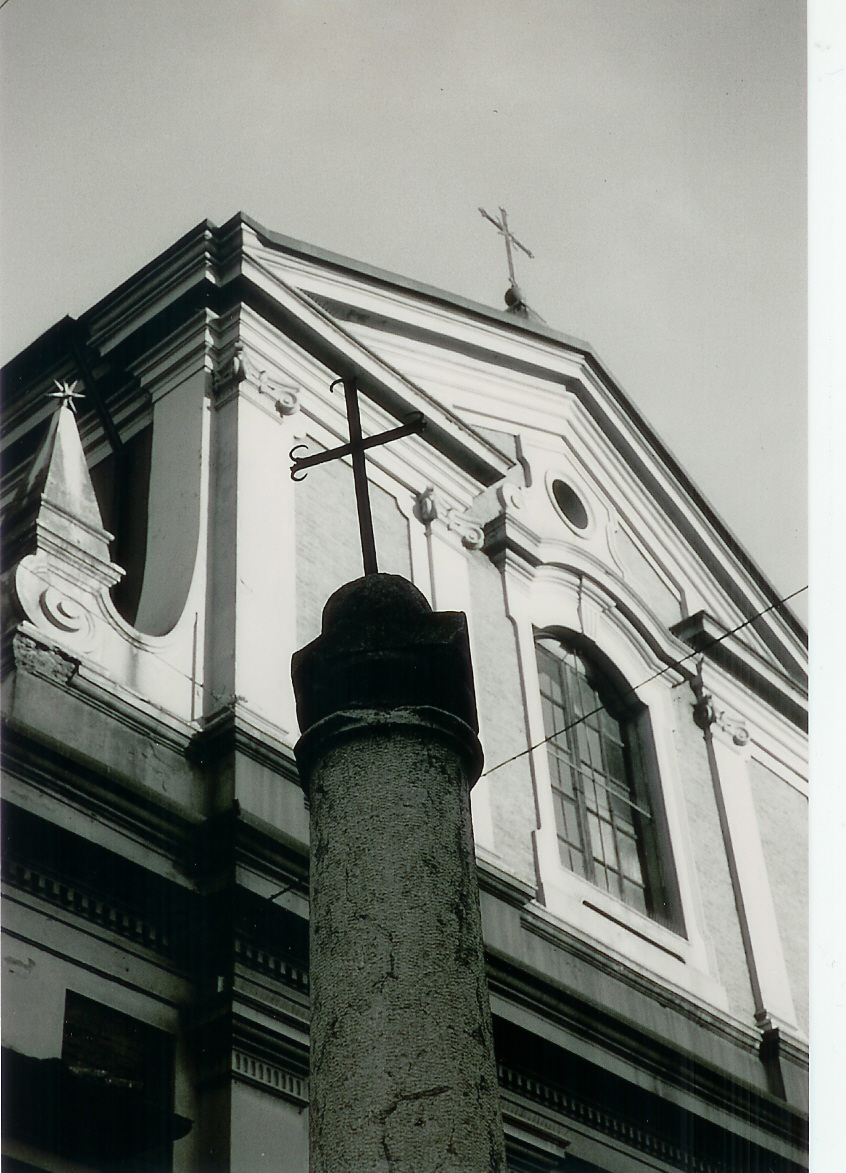
Chiesa di San Giacomo (particolare)

### Architetture religiose
- Chiesa di Santa Maria Assunta, chiesa principale del capoluogo, in cui è esposto il dipinto dell'Assunzione di Maria di Guido Reni.
- Chiesa di San Giacomo Apostolo, con il suo caratteristico portico, a poca distanza dalla chiesa principale.
- Chiesa di San Bartolomeo, nella frazione di Manzolino.
- Chiesa di Santa Maria della Neve, nella frazione di Rastellino.
- Chiesa di San Giacomo, nella frazione di Piumazzo.
- Chiesa di San Giovanni Battista, nella frazione di Gaggio di Piano.
- Chiesa di San Maurizio, nella frazione di Recovato.
- Chiesa di San Pietro, nella frazione di Riolo.
- Chiesa dei Santi Filippo e Giacomo, nella frazione di Panzano

### Architetture militari
Tra i luoghi di interesse storico spicca il Forte Urbano e il castello di Panzano.

### Architetture civili
- Villa Sorra
- Palazzo Piella

## Società

### Evoluzione demografica
Abitanti censiti

### Etnie e minoranze straniere
Gli stranieri residenti nel comune sono 5 233, ovvero il 13,2% della popolazione. Di seguito sono riportati i gruppi più consistenti:
1. Marocco, 910
2. Romania, 578
3. Albania, 411
4. India, 408
5. Tunisia, 351
6. Turchia, 180
7. Moldavia, 165
8. Ucraina, 155
9. Polonia, 136
10. Ghana, 112
11. Kazakistan 73
12. Cina Rep. Popolare 63
13. Stati Uniti d'America 49

### Tradizioni e folclore

#### Maschera storica
La maschera storica del paese è Tabaréin: un oste titolare di un'ipotetica locanda sita nella zona ovest della città. Tale figura è caratterizzata dall'avere una gobba e, per tale motivo, veniva sbeffeggiato dai propri concittadini col detto dialettale Tabréin gubèla cum vèla? ("Tabrein, come va con la gobba?").

## Cultura

### Il corpo bandistico
Il corpo bandistico è stato fondato nel 1842 e fa parte delle Società Centenarie Modenesi: è la fondazione stabile più antica nel territorio di Castelfranco Emilia (persino antecedente al comune stesso). Il corpo bandistico, formato da circa 40 elementi, esegue servizi civili per i comuni del comprensorio del Sorbara (Castelfranco Emilia e Nonantola), in quanto nasce dalla fusione delle due bande comunali di Castelfranco Emilia e Nonantola nel 1983, e svolge altresì servizi religiosi per le parrocchie del territorio.

### Istruzione
- Scuola elementare "Guglielmo Marconi", costruita negli anni cinquanta. Nel 2007 incorporando anche la scuola media si trasforma nel 2° Istituto Comprensivo del paese.
- Istituto Agrario e Enogastronomico "Lazzaro Spallanzani": è un istituto superiore che si occupa della tutela dell'ambiente e delle trasformazioni dei prodotti agricoli e caseari. L'offerta formativa si finalizza al raggiungimento della qualifica di Agrotecnico e Perito agrario. Dal 2011 è inoltre un istituto enogastronomico.
- Istituto Comprensivo Statale "Guido Guinizelli".

### Biblioteche
- Biblioteca comunale di Castelfranco Emilia.

Con 71 166 prestiti, la biblioteca di Castelfranco si è posizionata nel 2011 al terzo posto in questa graduatoria nella provincia di Modena.

### Musei
- Museo civico archeologico di Castelfranco Emilia.
- Raccolta del Museo archeologico etnologico di Villa Sorra.

### Teatri

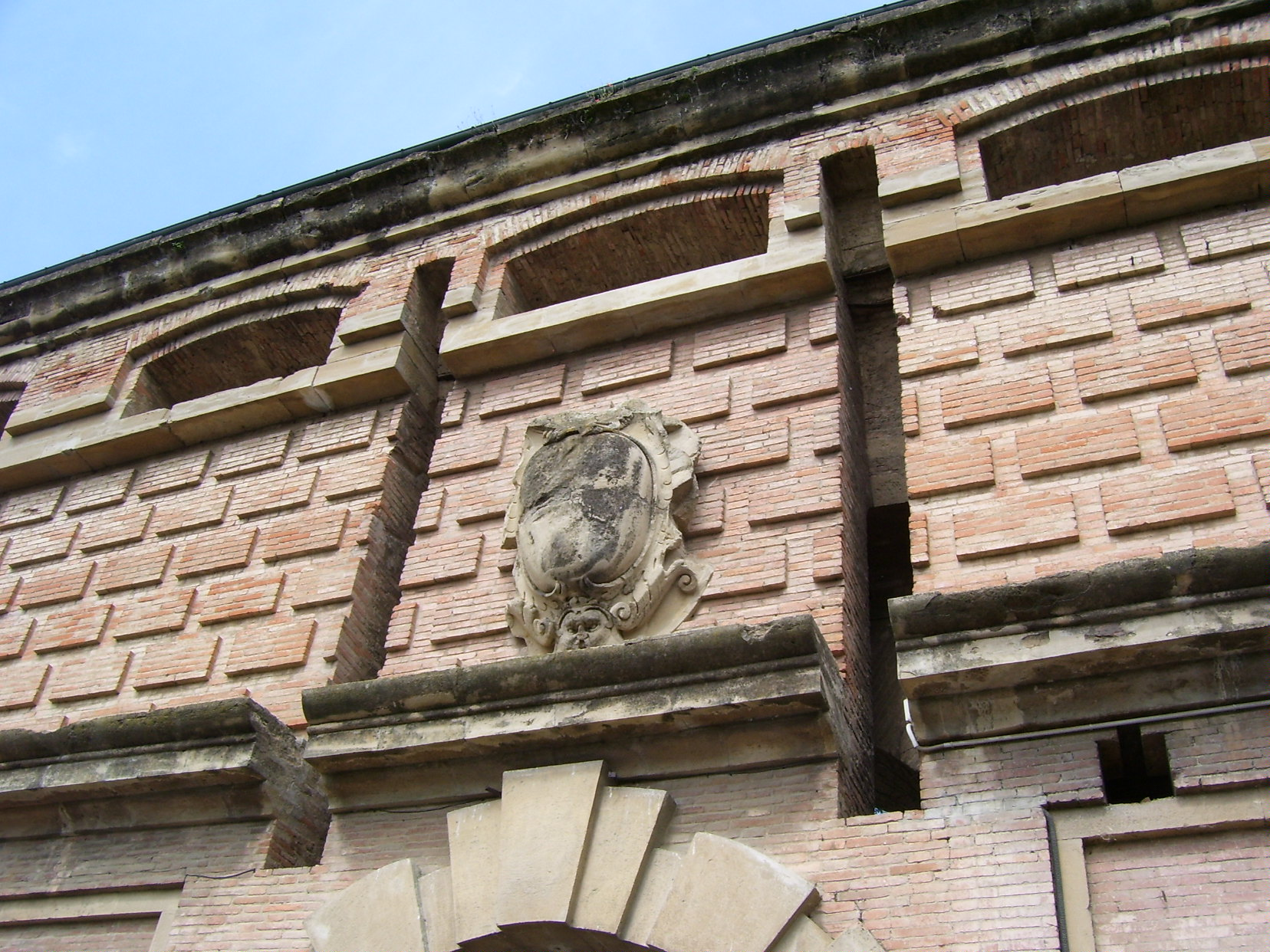
Particolare dello stemma sulla facciata del Forte Urbano

Teatro Dadà, gestito dall'Emilia Romagna Teatro, ha sede in piazzale Curiel 26. Di proprietà del comune, ha una capienza di 371 posti, di cui 288 in platea e 88 in galleria.

### Cucina
Castelfranco Emilia vanta la paternità della più famosa pasta emiliana: i tortellini. Infatti, secondo la leggenda, è qui che furono "creati" per la prima volta da un oste che sbirciando dal buco della serratura vide una dama nuda mentre si lavava. Rimase colpito dall'ombelico e da ciò prese ispirazione per creare tale pietanza. Questa leggenda popolare viene rappresentata ogni anno durante la Sagra del tortellino (o Festa di San Nicola) la seconda settimana di settembre.
Ancora oggigiorno Bologna e Modena si contendono l'invenzione, come si sono contesi per lungo tempo questa terra di confine situata proprio a metà tra i territori delle due province acerrime rivali, sull'antichissima strada costruita dai Romani: la via Emilia. La terra è zona di produzione dei vini Bianco di Castelfranco Emilia e lambrusco, particolarmente il vitigno "Grasparossa di Castelvetro".

### Eventi

#### Festa di San Nicola
Festa agostiniana che celebra, il secondo fine settimana di settembre, il San Nicola come da tradizione dell'antico convento dei padri agostiniani di cui rimane traccia nella chiesa di San Giacomo.

#### Sagra del tortellino
Celebrazione che si tiene ogni anno la seconda settimana di settembre per celebrare il prodotto gastronomico più noto dell'Emilia che qui ha, per tradizione, la sua culla.

#### La fiorita
Festa religiosa che si tiene l'8 dicembre, festa dell'Immacolata Concezione, per celebrare il voto fatto dalla comunità castelfranchese al tempo della peste: se il paese non fosse stato toccato dall'epidemia si sarebbe onorata la Madonna in perpetuo. Così avvenne e in segno di ringraziamento viene organizzata una processione in cui i bambini portano un fiore alla statua della Madonna adiacente alla chiesa omonima.

#### Motori e sapori
Festa che si tiene la domenica prossima alla ricorrenza di San Giuseppe, per l'occasione viene chiusa la Via Emilia e vengono esposte macchine d'epoca. Vi sono anche stand gastronomici che offrono piatti tipici locali.

#### Castelfranco Blues Festival
Manifestazione che cade un week-end tra la fine di maggio ed inizio di giugno. È un festival dedicato ad artisti blues italiani, con la partecipazione anche di ospiti statunitensi.

### Nelle frazioni

#### Carnevale dei Ragazzi di Piumazzo
Ottavario della Madonna della Provvidenza. Si tiene a Piumazzo, ogni anno, nel periodo compreso tra l'ultima domenica di maggio e la prima di giugno. Per l'occasione l'immagine della Madonna della Provvidenza contenuta nella fioriera, viene portata dal santuario sito nell'omonimo borgo fino a Piumazzo, e qui resta per l'intera settimana. Il mercoledì dell'Ottavario è il momento culminante della festa. Si celebrano le SS. Cresime al mattino (con un Vescovo di Bologna perché, sebbene amministrativamente Piumazzo appartenga ora alla Provincia di Modena, tuttavia la Curia di pertinenza è rimasta quella di Bologna), la processione con l'immagine sacra all'imbrunire, la festa di piazza la sera.

#### Palio dei Ciuchi
Il palio si tiene l'ultima domenica di settembre in occasione della festa del Ringraziamento e vede contrapposte le contrade della frazione di Manzolino in una sfida a cavallo di asini.

## Economia
In una delle aree maggiormente vocate alla coltivazione intensiva delle piante da frutto in Italia, Castelfranco Emilia è il comune della provincia di Modena con la maggior superficie territoriale dedicata a questa coltivazione (1.073,70 ha, circa 1/10 di tutta la superficie interessata in Provincia), è secondo per numero di giornate/anno di lavoro aziendale in agricoltura (231.178), terzo per numero di aziende agricole (665).

### Attività estrattiva
È presente un sito di estrazione di metano a Recovato, frazione di Castelfranco Emilia.

## Infrastrutture e trasporti

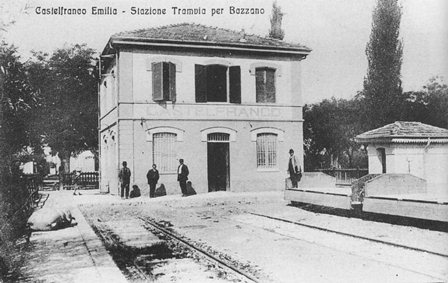
Stazione tranviaria di Castelfranco Emilia

Il Comune di Castelfranco Emilia vanta una rete stradale di circa 216 km. La principale arteria di importanza nazionale è la via Emilia (s.s. n. 9). Le arterie di importanza provinciale sono le strade provinciali n. 14 e la n. 6 (SP 14 di Castelfranco Emilia e SP 6 di S.Giovanni in Persiceto).
La città ha una stazione ferroviaria posta sulla linea ferroviaria Milano-Bologna e servita da collegamenti regionali svolti da Trenitalia nell'ambito del contratto di servizio stipulato con la Regione Emilia-Romagna. Il territorio castelfranchese è attraversato dalla linea ad alta velocità Milano-Bologna. Tale tracciato passa a nord del paese.
Fra il 1912 e il 1934 Castelfranco Emilia rappresentò il capolinea settentrionale della tranvia Castelfranco-Bazzano, esercita con trazione a vapore e raccordata ai fini del traffico merci con la stazione ferroviaria. La stazione tranviaria sorgeva sul lato nord di piazza della Vittoria.

## Amministrazione
Il comune di Castelfranco è stato sempre guidato, dal secondo dopoguerra ad oggi, da formazioni politiche di centro-sinistra.

### Gemellaggi
- Marktredwitz, dal 1997

### Patti d'amicizia
- Tifariti, dal 2018[26]

## Sport

### Calcio
La Polisportiva Virtus Castelfranco Emilia Calcio è la squadra di calcio che attualmente gioca in Eccellenza. In data 24 maggio 2022, dopo 46 anni, il Presidente Paolo Chezzi annuncia le proprie dimissioni.

### Pallavolo
La Borghi Castelfranco Volley, la locale squadra di pallavolo maschile, è stata promossa in serie B il 29 marzo 2014, raggiungendo il risultato più importante nella storia della Polisportiva Castelfranco.
A.S.D. Polisportiva Manzolino, nella stagione 2018/2019 realizza 46 punti nel campionato provinciale pallavolo FIPAV di seconda divisione femminile.

### Pattinaggio artistico
Dalila Laneve, campionessa europea 2012 di pattinaggio rotelle artistico.

### Karting
Al Kartodromo Rastellino, pista di circa 600 m, nella frazione di Rastellino, a pochi chilometri dal paese.

### Atletica leggera
Elisa Cusma varie volte campionessa italiana di mezzofondo e semifinalista alle olimpiadi negli 800 metri.